# 성도 (천문학)

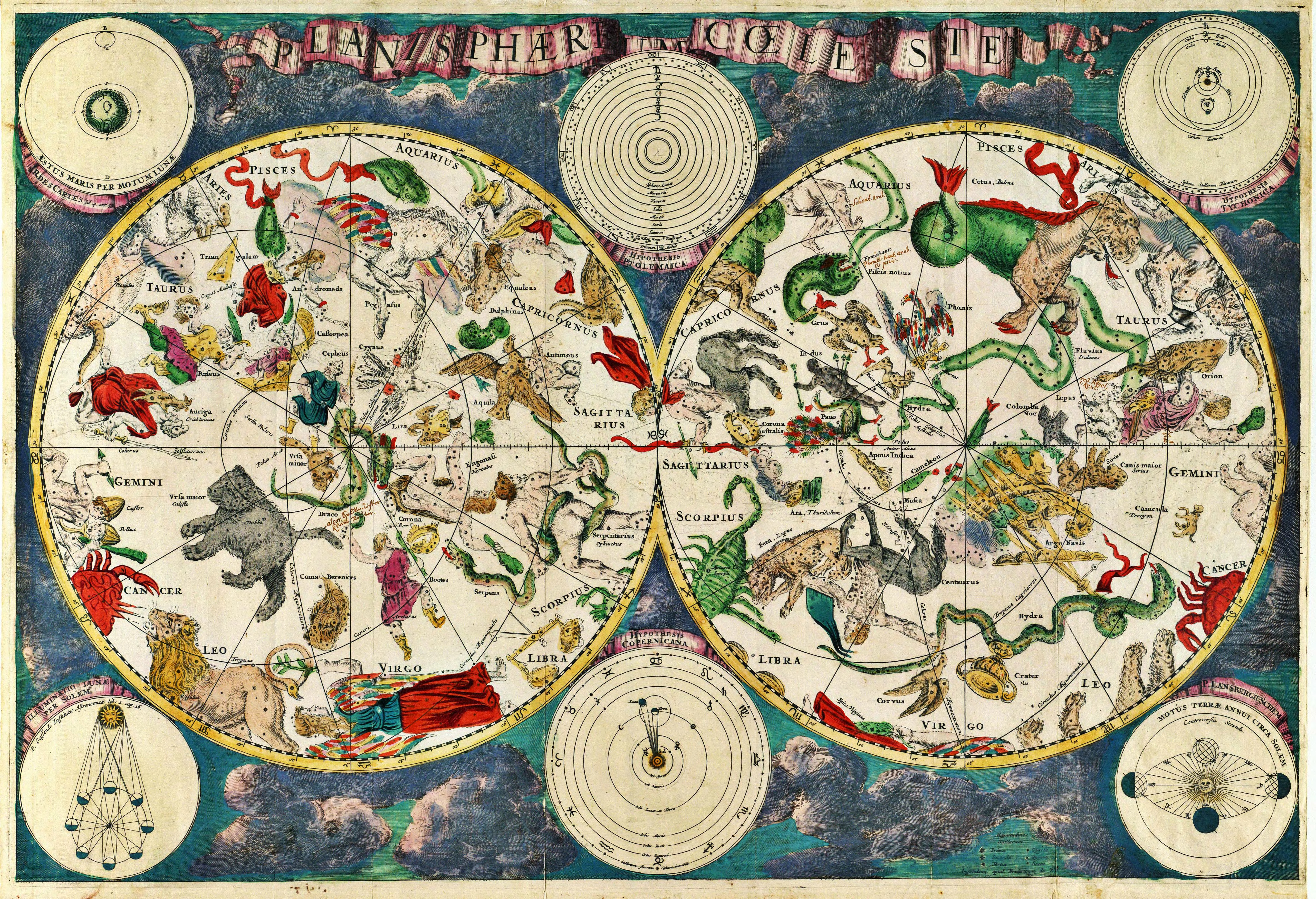
17세기 네덜란드 지도 제작자 프레데리크 더 위트의 천체도

성도(星圖) 또는 별자리표(-表)는 밤하늘의 항성이나 별자리를 평면 위에 나타낸 그림이다.
천문학자들이 만드는 성도는 격자 모양으로 나누어 보기 쉽도록 되어 있고, 항성, 별자리, 은하와 같은 천체를 식별하고 찾는 데 사용한다. 성도는 아주 먼 옛날부터 인간의 항행에 사용되었다. 특정한 목적으로 천체를 목록이나 도표로 표현한 성표와는 다르다. 성도를 활용한 도구로는 아스트롤라베, 별자리판이 있다.

## 역사

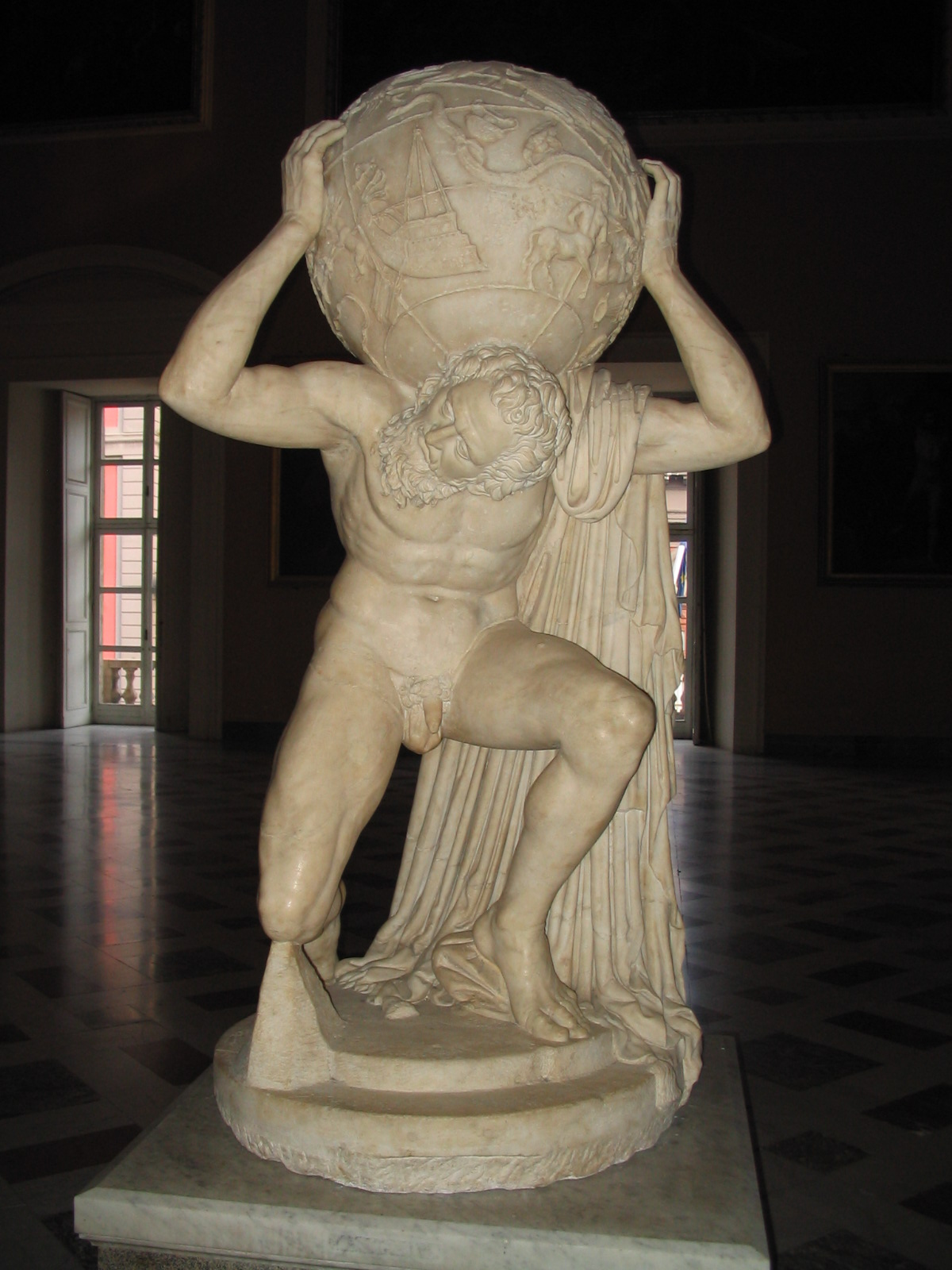
파르네제 아틀라스, 나폴리 국립 고고학 박물관

### 선사
가장 오래된 것으로 알려진 성도는 1979년 독일에서 발견된 것으로 매머드의 엄니 상아에 새겨진 것이었다. 이 유물은 32,500년 전 만들어졌으며, 오리온자리와 비슷한 모양이 새겨져있다. 프랑스 라스코 동굴 벽화에는 산개성단 플레이아데스가 그려져 있으며, 33,000년에서 10,000년 전 사이에 그려진 것으로 보인다. 연구자 미하엘 A. 라판글루크는 같은 동굴 벽에 함께 그려진 돌격하는 들소, 새머리를 가진 남자, 나무 조각 위의 새 머리가 당시에 주극성이었던 여름의 대삼각형을 묘사한 것이라고 주장하였다. 라 테테 두 라이언 동굴에서 발견된 또 다른 성도는 21,000년도 전에 만들어졌다. 벽에 그려진 소는 황소자리를 나타낸 것으로 보이며, 그 위에는 플레이아데스를 나타내는 무늬가 보인다. 기원전 1600년 경에 폭 30cm의 청동으로 만든 네브라 하늘원반에는 해 내지 보름달, 초승달, 플레이아데스 성단과 은하수로 보이는 천체로 해석되는 금으로 된 상징이 박혀 있다.

### 고대
정확한 기록으로 가장 오래된 성도는 기원전 1534년 고대 이집트 천문학에서 등장하였다. 최초의 성표는 기원전 2세기 후반, 카시트 치세(기원전 1531년 ~ 기원전 1155년 경)동안 메소포타미아의 고대 바빌로니아 천문학에서 수집되었다. 가장 오래된 중국 천문학 기록은 전국 시대(기원전 476년 ~ 기원전 221년) 이전이다. 중국에서 하늘을 그림으로 표현한 가장 오래된 유물은 기원전 430년에 만들어진 칠기 상자로, 각각의 항성을 묘사하지는 않았다.
파르네제 아틀라스는 헬레니즘 시대 조각상의 2세기 복제품으로, 티탄 아틀라스가 어깨에 천구를 들고 있는 모습을 묘사하였다. 이 조각상은 고대 그리스 별자리를 묘사한 현존하는 가장 오래된 유물로, 좌표 위치를 알려주는 격자 원이 새겨져있다. 세차 운동으로 인해 이 별자리의 위치는 시간이 지남에 따라 느리게 변한다. 격자 원에 따른 41개 별자리 위치를 비교하면, 관측이 이루어진 역기점을 정확하게 파악할 수 있다. 이 정보를 바탕으로 하여, 조각상에 새겨진 별자리는 기원전 125년을 기준으로 55년 전후에 만들어진 그리스의 천문학자 히파르코스의 성표를 따른 것임을 알 수 있다.
로마 시대에 밤하늘을 시각적으로 묘사한 예시로는 기원전 50년의 이집트 덴데라 황도대가 있다. 덴데라 신전 단지 천장에 돋을새김된 조각으로 황도대가 시각적으로 묘사된 별자리판이지만, 각각의 별들은 그려져 있지는 않다.

### 중세
가장 오래된 필사본 성도는 비단길에 있는 막고굴에서 발견된 둔황 성도이다. 길이 210 cm, 폭 24.4 cm의 두루마리로, 적위 남 40° 북 40° 사이의 하늘을 열두 쪽에 걸쳐 보여주며, 열세 번째 쪽에는 북반구 주극의 하늘을 보여준다. 총 1,345개의 항성이 257개의 성군으로 그려져 있다. 이 성도가 만들어진 시기는 불분명하며, 기원후 705년에서 기원후 710년 사이로 추정된다.

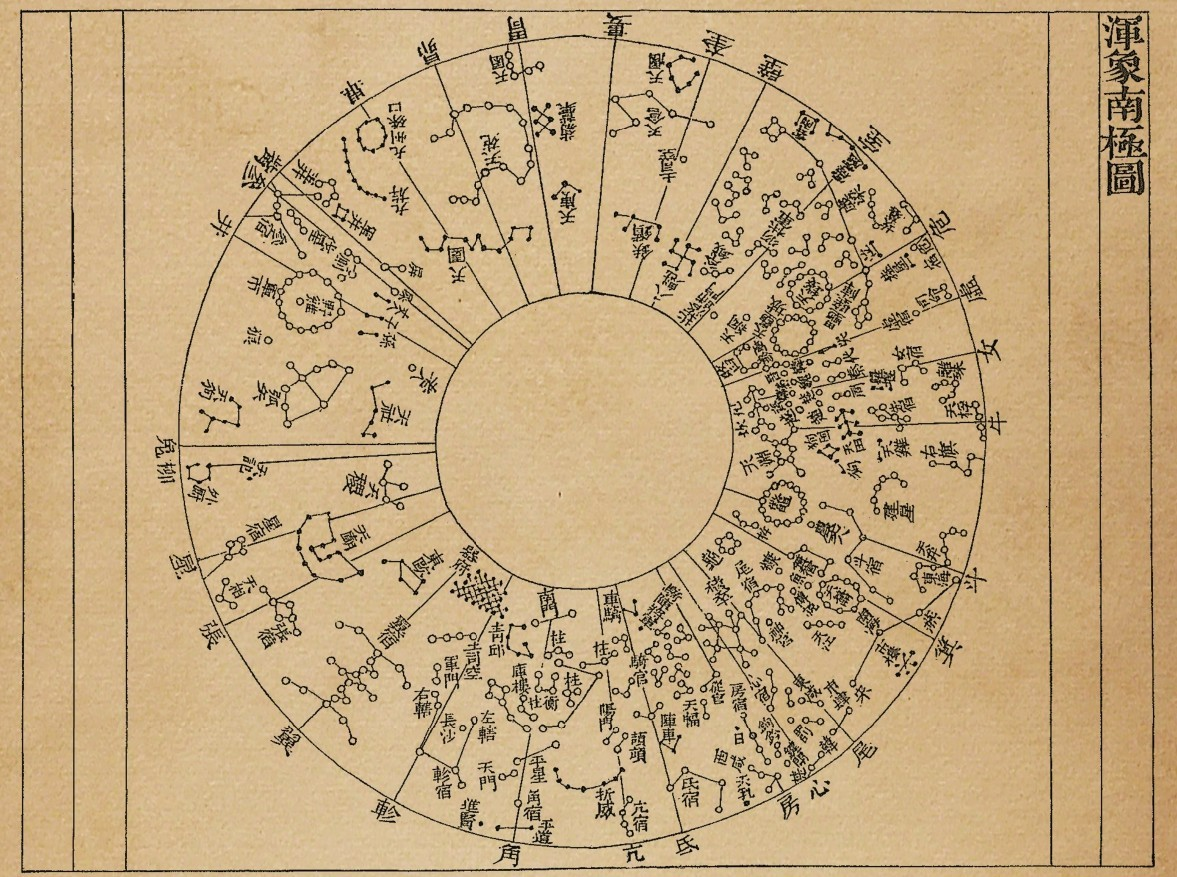
중국의 천문학자 소송(1020년 ~ 1101년)의 천구의용 성도로, 천구의 남극 주위 별자리를 극사영으로 묘사하였다.

송나라 시대의 천문학자 소송이 1092년에 쓴 《신의상법요》(新儀象法要, 새로운 혼천의 설계)라는 책에는 1,464개의 항성을 표현한 다섯 개의 성도가 들어있다. 천문학자 황상은 1193년 별자리판과 해설서를 만들었다. 이것을 1247년 돌에 새긴 것이 오늘날 쑤저우의 문묘 사원에 남아있다.
무슬림 천문학에서 정확하게 그려진 최초의 성도는 페르시아의 천문학자 압드 알라흐만 알수피가 그의 964년 작품 《붙박이별의 서》에 그린 것으로 보인다. 이 책은 프톨레마이오스의 2세기 알마게스트 성표의 VII.5와 VIII.1을 개정한 것이다. 알수피의 저서에는 별자리의 삽화가 그려져 있으며, 밝은 별을 점으로 표현하였다. 책의 원본은 전해지지 않지만, 1009년 경의 사본이 옥스퍼드 대학교에 보존되어 있다.
가장 오래된 유럽의 성도는 De Composicione Spere Solide라는 제목의 양피지 필사본으로 추정된다. 1440년 오스트리아 빈에서 만들어진 것으로 보이며, 별자리와 북반구 하늘의 반구와 황도를 두 부분으로 나뉜 약도에 묘사하였다. 이것은 알브레히트 뒤러가 1515년 독일 뉘른베르크에서 목판으로 제작한 유럽에서 가장 오래된 인쇄 성도의 원형 역할을 했을 것으로 보인다.

### 근세

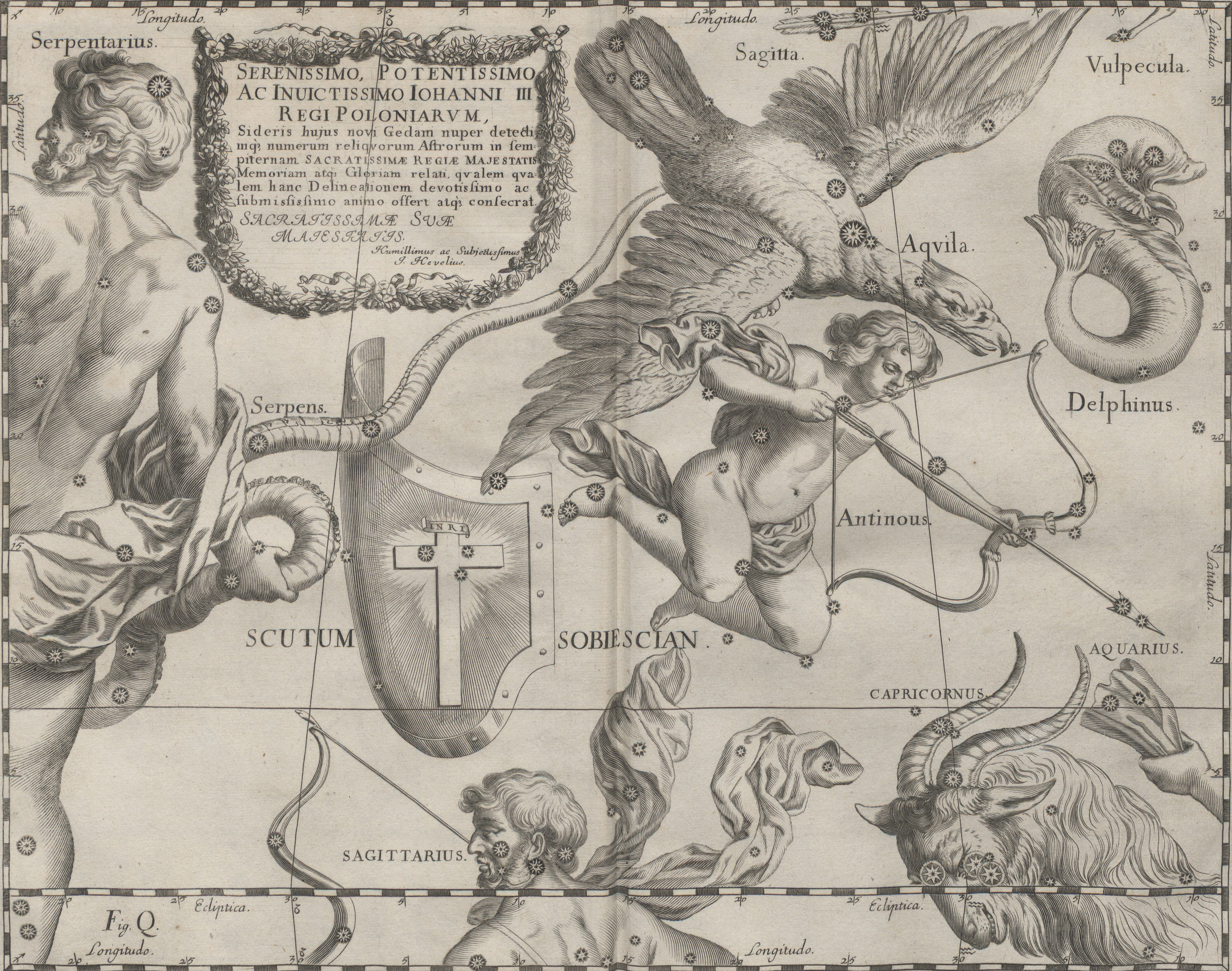
헤벨리우스 – 1690년 우라노그라피아 또는 소비에스키의 천공(Firmamentum Sobiescianum sive Uranographia)

대항해시대 동안 남반구 원정으로 새로운 별자리가 추가되기 시작했다. 이 중 대부분은 1595년 네덜란드령 동인도를 여행한 두 명의 네덜란드 선원, 피터르 디르크스존 케이세르와 프레데리크 더 호우트만의 기록이 출처인 것으로 보인다. 그들의 기록집을 토대로 12개의 새로운 남반구 별자리를 추가한 요도쿠스 혼디우스의 1601년 천체의가 만들어졌다. 여러 성도 또한 출판되었으며, 1603년 요한 바이어의 《우라노메트리아》가 대표적이다. 《우라노메트리아》는 최초로 천체 반구 양쪽 모두를 도표로 만든 도해서로, 별의 밝기에 따라 그리스 문자를 매기는 바이어 명명법이 도입되었다. 이 책에는 프톨레마이오스의 별자리를 담은 48장과 남반구 별자리 한 장, 극사영으로 북반구와 남반구 전체의 별자리를 보여주는 두 장이 들어있다.
1690년 폴란드인 요하네스 헤벨리우스는 자신의 천체 도해서 《소비에스키의 천공》(Firmamentum Sobiescianum)을 완성하였다. 여기에는 56개의 큰 두 장의 성도가 들어있으며, 남반구 별 위치의 정확도가 향상되었다. 헤벨리우스는 이 책을 통해 방패자리, 도마뱀자리, 사냥개자리 등 11개 이상의 별자리를 소개하였다.
1824년 시드니 홀은 《우라니아의 거울》이라 불리는 별자리표 카드 세트를 제작했다. 이 별자리표들은 알렉산더 제이미슨의 《천체 지도책》을 기반으로 한 삽화들이지만, 별 위치마다 구멍을 뚫어 놓은 점이 특징이다. 카드를 빛에 비춰 들면 구멍을 통해서 별자리의 별들을 볼 수 있었다.

## 같이 보기
- 점성술
- 넓이 순 별자리 목록
- 천체력
- 별자리에 따라 분류한 항성 목록
- 등급 (천문학)